# سرویس اطلاعات مخفی استرالیا
سرویس اطلاعات مخفی استرالیا (ASIS / ˈ eɪ s ɪ s /) یک سازمان امنیتی در استرالیا است که مسئول جمع‌آوری، پردازش و تجزیه و تحلیل اطلاعات امنیت ملی برای استرالیا را از سراسر جهان بر عهده دارد. گردآوری این اطلاعات عمدتاً از طریق استفاده از اطلاعات انسانی است. این سرویس در سال ۱۹۵۲ تشکیل شد، اما وجود آن تا سال ۱۹۷۲ در بسیاری از دولت و برای عموم مخفی ماند. ASIS یک نهاد اصلی از جامعه اطلاعاتی استرالیا است.
ASIS بخشی از مجموعه وزارت امور خارجه و تجارت (DFAT) است و دفتر مرکزی این سازمان در کانبرا واقع شده است. مدیرکل آن، در حال حاضر کری هارتلند بوده و بر اساس ساختار و اساسنامه به وزیر امور خارجه گزارش می‌دهد. این سرویس با سیا (ایالات متحده آمریکا) و MI6 (بریتانیا) قابل مقایسه است.